# Епархия Нецауалькойотля
Епархия Нецауалькойотля (лат. Dioecesis Netzahualcoytlensis ) — епархия Римско-католической церкви с центром в городе Нецауалькойотль, Мексика. Епархия Нецауалькойотля входит в митрополию Тлальнепантлы. Кафедральным собором епархии Нецауалькойотля является Собор Пресвятой Девы Марии Божественного Милосердия.

## История
5 февраля 1979 года Римский папа Иоанн Павел II издал буллу Plane Nobis, которой учредил епархия Нецауалькойотля, выделив её из епархии Тешкоко. 
8 июля 2003 года епархия Нецауалькойотля передала часть своей территории новой епархии Валье-де-Чалько.

## Ординарии епархии
- епископ José Melgoza Osorio (5.02.1979 — 15.03.1989);
- епископ José María Hernández González (18.11.1989 — 8.07.2003);
- епископ Carlos Garfias Merlos (8.07.2003 — 7.07.2010) — назначен архиепископом Акапулько;
- епископ Héctor Luis Morales Sánchez (7.01.2001 — по настоящее время).

## Источник
- Annuario Pontificio, Ватикан, 2005
- Булла Plane Nobis  (лат.)